# Activ Solar
Activ Solar — компанія зі штаб-квартирою у Відні (Австрія), що виробляє полікристалічний кремній (полікремній) для фотоелектричної промисловості та здійснює запуск великомасштабних сонячних станцій. Компанія є членом профільних організацій у галузі сонячної енергетики:
Європейської асоціації фотоелектричної промисловості (EPIA), Асоціації учасників ринку альтернативних видів палива та енергії (АПЕУ), Європейсько-української енергетичної агенції (EUEA), американської Асоціації сонячної електроенергії — Solar Electric Power Association (SEPA).
Activ Solar має офіси у Відні та Вінер-Нойштадті в Австрії і в Києві, Запоріжжі, Сімферополі та Одесі в Україні. Наприкінці 2011 року компанія поставила до ладу 80-мегаватну сонячну електростанцію «Охотникове» та 100-мегаватну сонячну електростанцію «Перове».
Згідно з рейтингом, опублікованим у грудні 2012 року інформаційним агентством Wiki-Solar, компанія Activ Solar посідала 4-е місце у світі серед найбільших девелоперів сонячних електростанцій. 
В лютому 2016 року ЗМІ повідомили про борги 503,4 мільйона євро і про банкрутство цієї компанії.

## Власники
Компанію пов'язують із діяльністю українських політиків та бізнесменів братів Андрія та Сергія Клюєва. За даними журналістського розслідування «Української правди» засновником Activ Solar 2008 року виступала австрійська фірма Slav Beteiligung GmbH, стовідсотковим власником якої була компанія зі співзвучною назвою Slav AG, що, у свою чергу, належить першому віце-прем'єр-міністру Андрію Клюєву та його брату Сергію у пропорції 50% на 50%. Син Андрія Клюєва Богдан Клюєв працювє в Activ Solar LLC (Ukraine) менеджером з розвитку. За даними Kyiv Post, компанії Клюєва зареєстровано в тому ж будинку, де Activ Solar має своє представництво в Україні.
Наприкінці 2008 року право власності Activ Solar було передано генеральному директору Каве Ертефаю, який доводиться Сергію Клюєву зятем. У липні 2009 року право власності було передано P&A Corporate Trust.
За даними реєстратора 100% Activ Solar належить зареєстрованому у Ліхтенштейні P&A Corporate Trust. «Українська правда» зазначає, що компанії P&A Corporate Trust належить також британська фірма Blythe (Europe) Ltd, яка володіє 35% київської компанії «Танталіт», що є номінальним власником резиденції президента Віктора Януковича у Межигір'ї.
За словами виконавчого директора Activ Solar Йогана Хартера, акціонерами компанії є переважно австрійські інституційні та приватні інвестори, жоден з яких не має контрольного пакету акцій. За його словами, серед пулу акціонерів Activ Solar немає українських приватних інвесторів і компаній, пов'язаних із Україною. Згідно з Каве Ертефаєм, 50% акцій належить інвесторам з Австрії та ЄС. У червні 2012 року власник австрійської авіакомпанії Diamond Aircraft Industries Крістіан Дріз оголосив, що він володіє контрольним пакетом Activ Solar.

## Реалізовані проєкти
Activ Solar розробляє, фінансує та реалізує великомасштабні сонячні фотоелектричні станції. Станом на листопад 2012 року, компанія збудувала шість сонячних фотоелектричних станцій загальною потужністю 300 МВт на Кримському півострові та в Одеській області.

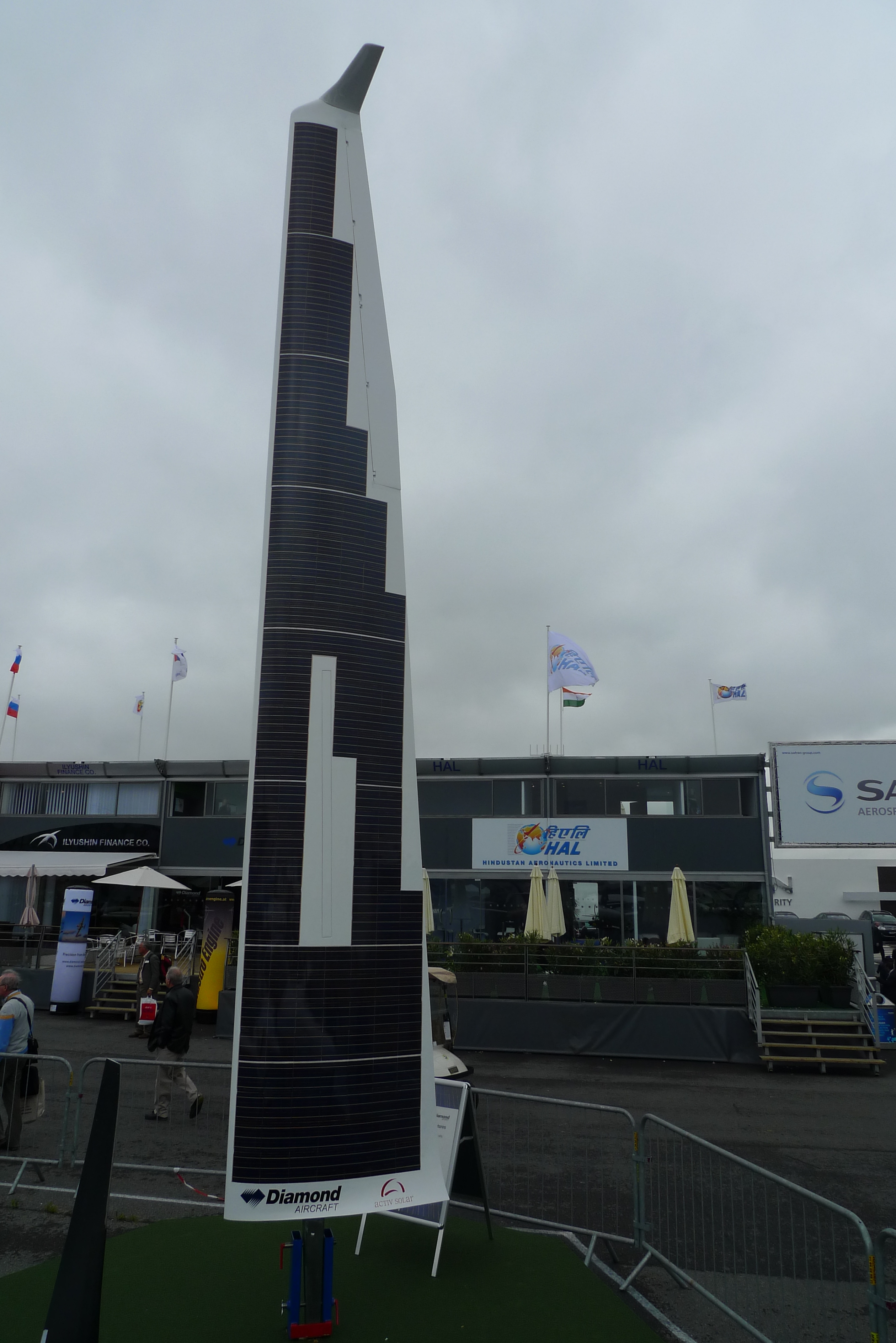
Прототип крила Activ Solar і Diamond Aircraft Industries з інтегрованими сонячними модулями на авіасалоні Le Bourget—2011

Сонячна електростанція Родникове (7,5 МВт)

У лютому 2011 року Activ Solar побудувала першу в України великомасштабну фотоелектричну електростанцію Родникове потужністю 7,5 МВт. Електростанцію побудовано поблизу міста Родникове, приблизно за 3 кілометри від Сімферополя, столиці Автономної Республіки Крим. Загальна кількість встановлених сонячних модулів становить близько 33 800 на площі близько 15 гектарів.
Спільно з компанією Diamond Aircraft Industries, що спеціалізується на виробництві літаків і мотопланерів, Activ Solar створила власний науково-дослідний центр з метою здійснення інноваційних розробок продуктів для фотоелектричної промисловості. У дослідницьких програмах задіяна команда із понад 200 вчених та інженерів, які тісно співпрацюють з університетами та інститутами з Австрії, Німеччини, Франції та України. Результатом одного з таких проєктів стала розробка прототипу авіаційного крила з інтегрованими сонячними модулями. Прототип крила було представлено на авіасалоні Le Bourget—2011 у Парижі. Під час розробки крила фахівці досліджували особливості встановлення фотоперетворюючих модулів на нерівних поверхнях. Сонячні елементи крила створені на основі полікристалічного кремнію й оснащені 3-ма провідними шинами. Площа сонячного крила, складеного зі 195 сонячних елементів, дорівнює 4,75 кв. м., що дозволяє виробляти максимальну потужність 715 Ватт. Ідея створення літака на фотоелектричних елементах має довгу історію. Ще 20 листопада 1980 Стів Птачек здійснив політ, на літаку Solar Impulse, основним джерелом енергії для якого було сонце.

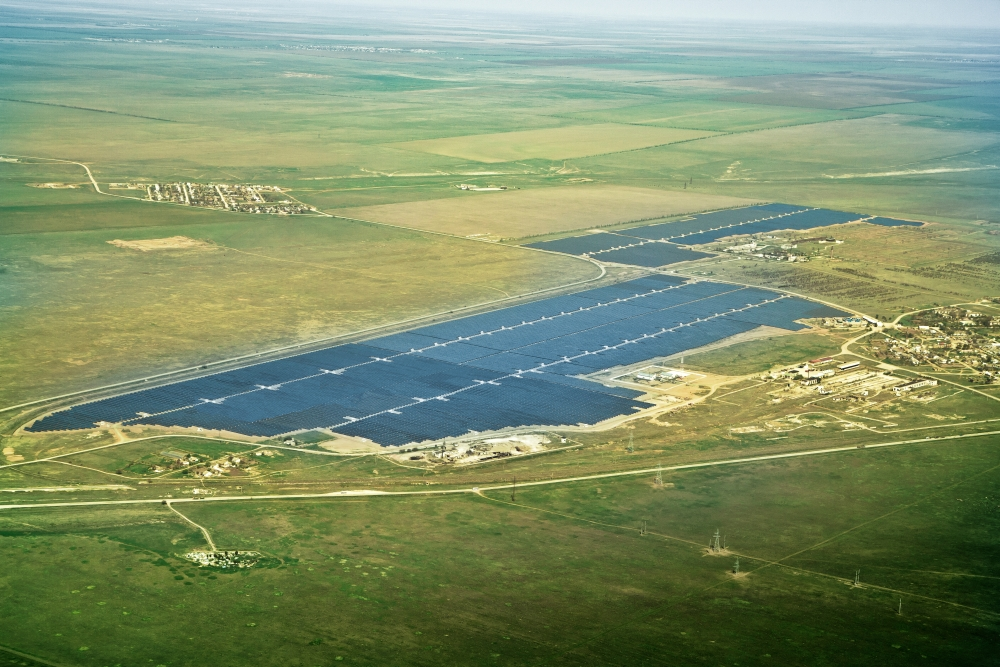
Сонячна електростанція Охотникове (82,65 МВт)

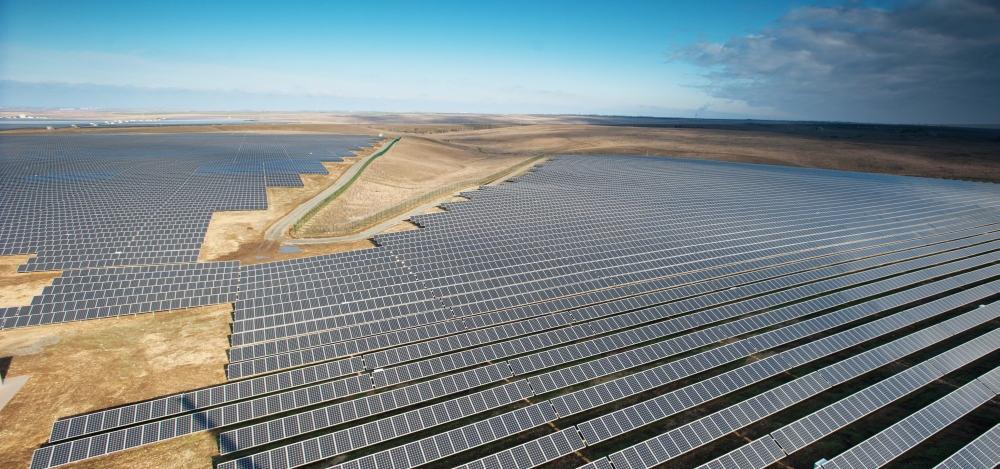
Сонячна електростанція Перово (105,56 МВт)

У жовтні 2011 року Activ Solar розробила сонячну електростанцію Охотникове потужністю 80 МВт. Установка, що складається приблизно з 360 000 фотоелектричних модулів і охоплює понад 160 гектарів, генерує 100 000 мегават-годин екологічно чистої електроенергії на рік, якої буде достатньо, щоб задовольнити енергетичні потреби близько 20 000 домогосподарств.
У грудні 2011 року компанія Activ Solar завершила свій третій проєкт сонячну електростанцію Перово, потужністю 100 МВт, яка є найбільшою в світі. Пікова потужність електростанції дорівнює піковому навантаженню міста Сімферополь, яке розташоване поряд. Станцію Перово побудовано в рекордно короткі терміни, вона має більше 440 000 кристалічних фотоелектричних модулів і може виробляти 132 500 МВт-год чистої, поновлюваної електричної енергії на рік. Це дозволяє скоротити викиди вуглекислого газу більш як 105 тисяч тонн щороку.

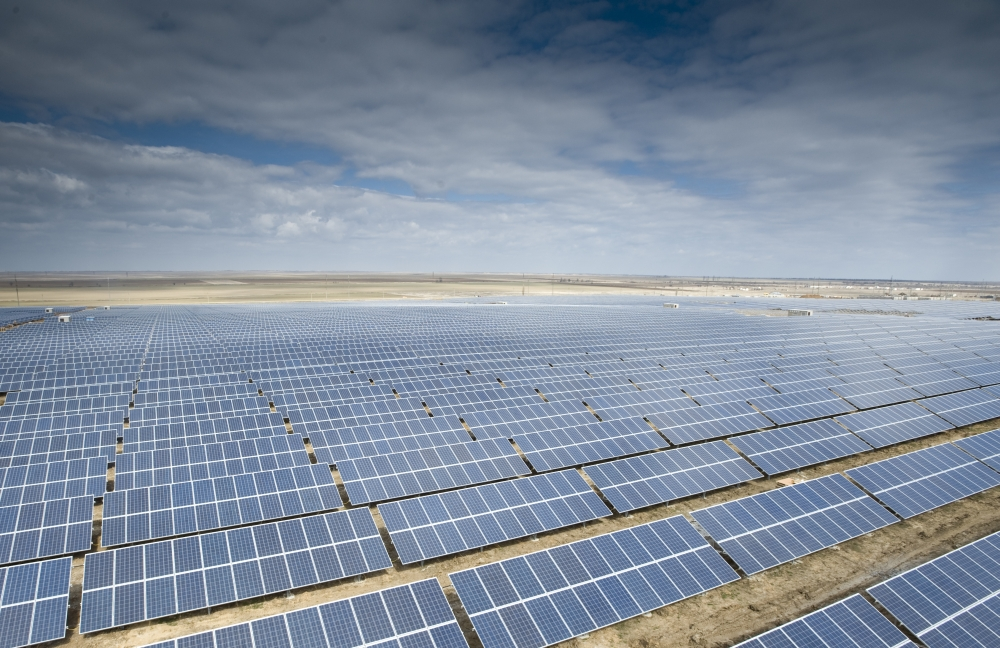
Сонячна електростанція Митяєво (31,55 МВт)

У квітні 2012 року компанія Activ Solar завершила роботу над своїм четвертим масштабним проєктом потужністю 31,55 МВт — станцією, розташованою в селі Митяєве. Конструкція електростанції містить більше 134 000 полікристалічних модулів, встановлених у два ряди й з'єднаних більш як 440 кілометрами кабелю. Вона генерує близько 40 000 мегават-годин електроенергії на рік, що достатньо для забезпечення 8000 домашніх господарств екологічно чистою енергією.
У квітні 2012 року компанія збільшила потужність сонячних електростанцій Охотникове й Перово за рахунок установлення додаткових панелей. Таким чином потужність станцій Охотникове зросла з 80 МВт до 82,65 МВт, а станції Перово — зі 100 МВт до 105,56 МВт.

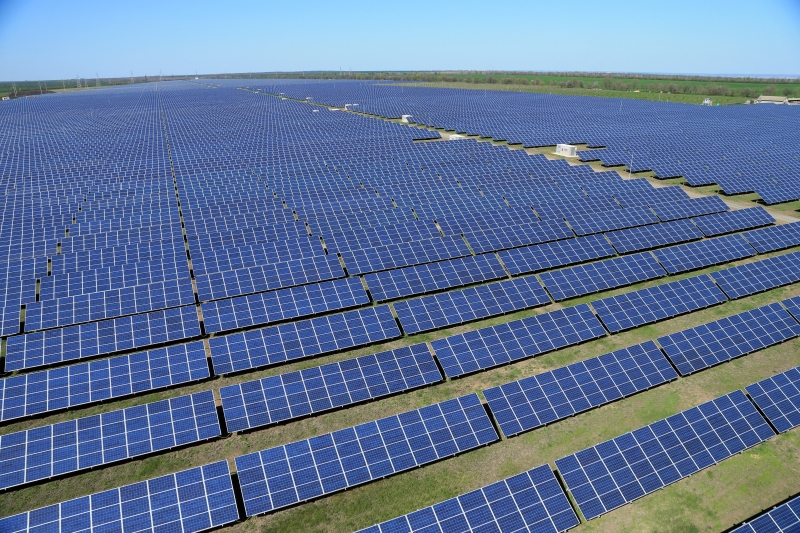
Сонячна електростанція Староказаче (42,95 МВт)

У липні 2012 року компанія Activ Solar завершила будівництво станції Староказаче, потужністю 42,95 МВт, яка була першим завершеним фотоелектричним проєктом компанією Activ Solar в Одеській області. Станція Старокозаче займає площу 80 га й складається з 185 952 полікристалічних сонячних модулів і 41 інвертора. Сонячна електростанція буде генерувати 54 106 мегават-годин електроенергії на рік. Цього достатньо для постачання екологічно чистою електроенергією близько 11 000 домогосподарств і зумовлює скорочення викидів СО2 до 44 000 тонн на рік.
|  |  |

У листопаді 2012 року компанія Activ Solar завершила другий, заключний етап своєї шостої великомасштабної сонячної установки — Дунайської сонячної станції (Одеська область, Україна) потужністю 43,14 МВт, в результаті чого загальна потужність, встановлена компанією Activ Solar, склала 313,35 МВт. Розташована в південній частині Одеської області, сонячна електростанція складається з 182 380 полікристалічних фотоелектричних модулів, 40 станцій інвертора і близько 645 кілометрів кабелю.
У лютому 2013 року компанія Activ Solar оголосила про початок пусконалагоджувальних робіт на сонячній електростанції Вознесенськ (Миколаївська область) загальною встановленою потужністю 29,3 МВт. Сонячна електростанція Вознесенськ складається з 121 176 полікристалічних сонячних модулів, встановлених у чотири ряди, і 27 інверторних станцій. Станція буде виробляти близько 35 000 мегават-годин електроенергії на рік, що дозволить скоротити викиди вуглекислого газу до 28 000 тонн на рік.

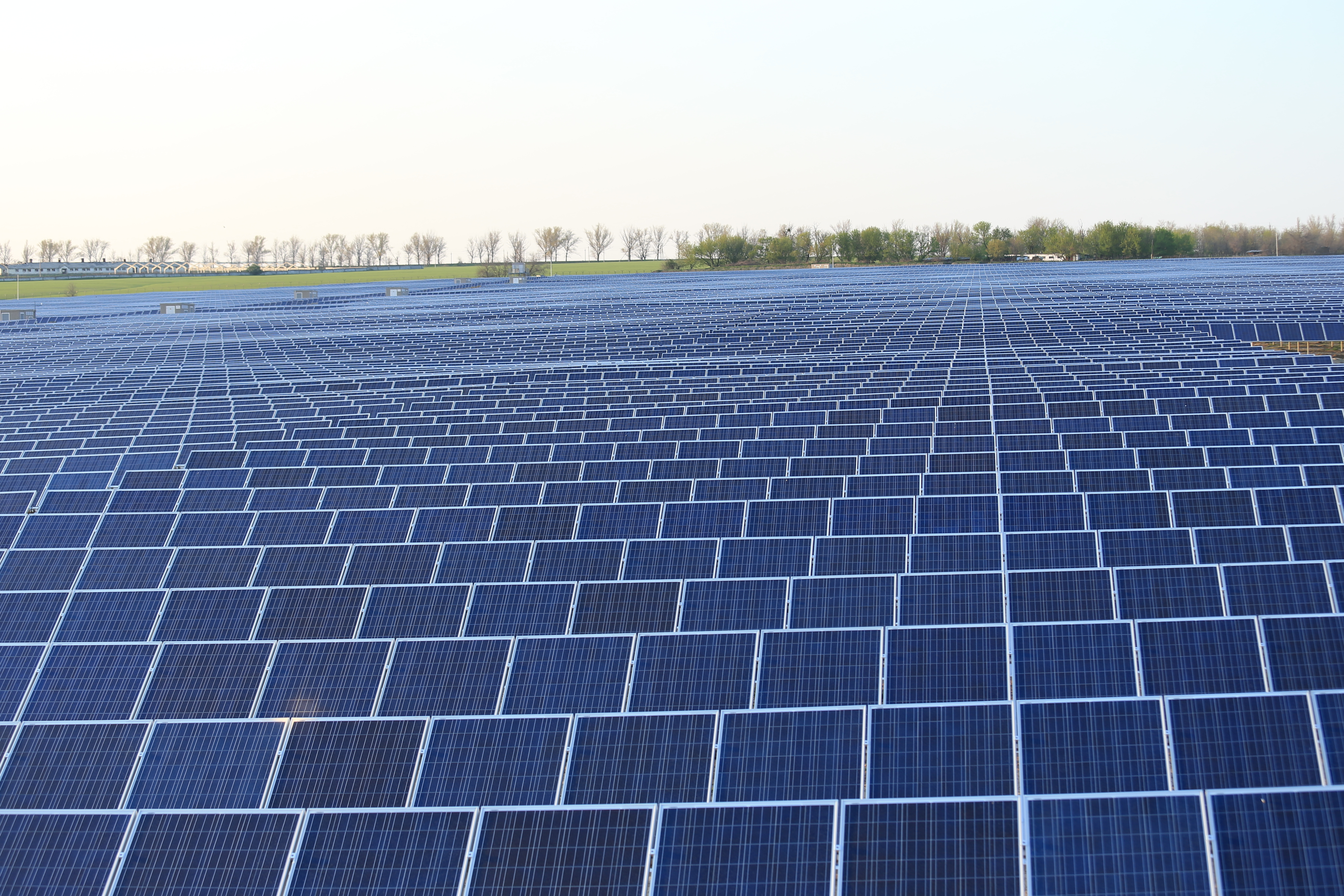
Сонячна електростанція Лиманська (43,4 МВт)

У квітні 2013 року Activ Solar оголосила про початок пусконалагоджувальних робіт на СЕС Лиманська потужністю 43,4 МВт . Сонячний парк розташований в південно-західній частині Одеської області. Сонячна електростанція Лиманська складається з 181 192 мультикристалічних сонячних модулів, встановлених в один ряд, і 41 інверторної станції. Станція буде виробляти 59415 МВт мегават-годин чистої електроенергії на рік, що дозволить скоротити викиди вуглекислого газу до близько 46 179 тонн на рік.

## Соціальні та освітні проєкти компанії
З червня 2011 року Activ Solar є одним із партнерів Greencubator — української мережі енергетичних інновацій — та активно підтримує спільноту EnergyCamp — серію форумів на тему відновлюваної енергетики, енергоефективності та сталого розвитку, що проводяться просто неба і живляться від чистих, відновлюваних джерел енергії. Влітку 2011 року відбулася серія форумів EnergyCamp, за допомогою яких активісти Greencubator знайомили українців з можливостями використання відновлюваної енергетики в повсякденному житті та побуті.
Крім того, у серпні 2012 року компанія Activ Solar, разом із активістами Greencubator виступила організатором триденного молодіжного форуму «Sustainability Summit» із запровадження енерго- та екологічно ефективних технологій, що відбувся у м. Щолкіне, на узбережжі Азовського моря. Цікаво, що саме у цьому місті 1985 року в СРСР було побудовано першу промислову сонячну електростанцію СЕС-5. Вона мала потужність 5 МВт, тобто таку ж, як і перший ядерний реактор. За 10 років роботи вона виробила 2000 МВт-год. електроенергії. У середині 90-х років її закрили.
Також у серпні 2012 року компанія Activ Solar підтримала VII Міжнародну літню школу AACIMP-2012 «Досягнення й застосування сучасної інформатики, математики та фізики», науково-освітній проєкт, який упродовж семи років успішно реалізується Науковим товариством студентів та аспірантів НТУУ «КПІ». В рамках проєкту, виконавчий директор Activ Solar доктор Йоган Хартер прочитав лекцію на тему «Фотовольтаїка допомагає боротися із глобальним потеплінням».

## Критика
З часу входження компанії на енергетичний ринок України інтернет-видання «Українська правда» проводило низку розслідувань щодо чесності й прозорості ведення бізнесу, преференцій та наближеності вищого керівництва держави Україна до цієї компанії. Починаючи від спільного офшорного прикриття для Межигір'я та Active Solar та маніпуляцій із держбюджетними коштами і до лобіювання президентом Януковичем закордоном бізнес-інтересів цієї номінально австрійської фірми. Також було зафіксовано зміну ставки ввізних мит на догоду цій компанії.
У жовтні 2012 року генеральний директор представництва компанії в Україні Михайло Черевко зазначив що «проєкти будівництва сонячних парків дозволили залучити 8,1 млрд грн. інвестицій, в основному це позикові кошти від міжнародних банків. Ні копійки бюджетних грошей для будівництва сонячних парків використано не було, і жоден з наших проєктів не реалізовувався під державні гарантії». Ще раніше, у червні 2011 року, виконавчий директор Activ Solar д-р Йоган Хартер в інтерв'ю виданню Українська Енергетика зазначив, що «основними джерелами кредитного капіталу є проєктно-структурне фінансування пулу місцевих та міжнародних фінансових інститутів, а також експортно-кредитні агентства (ЕКА), такі як Hermes, OeKB і Coface».
Однак у листопаді 2012 року Ендрю Вілсон з Європейської ради міжнародних відносин виступив із пропозицією до урядів країн Європейського Союзу перевірити австрійський бізнес родин Януковича та Клюєва щодо можливої крадіжки за допомогою вказаної фірми державних бюджетних коштів:
|  | Наприклад, компанія Activ Solar, заснована у Відні, нібито є основною для урядових кіл для викачування бюджетних грошей і повернення їх назад без оподаткування. Оригінальний текст (англ.) For example, the Activ Solar company, which is based in Vienna, allegedly acts as a front for government circles that are siphoning off budget money and circulating it back home tax free |

### Використання дотацій ЄС
8 лютого 2012 року видання «Коммерсантъ» опублікувало статтю, в якій неназваний чиновник Єврокомісії звинуватив Україну в нецільовому використанні дотацій ЄС на енергозбереження. За його словами кошти було витрачено не на збереження енергії, а на лінії електропередачі, що пов'язали сонячні електростанції Андрія Клюєва з енергосистемою України, і це стало однією з причин припинення всіх програм бюджетної підтримки України обсягом понад 160 млн євро на рік.
Офіційний представник Єврокомісії Пітер Стано звинуватив видання у поширенні неправдивої інформації з вимогою її спростування. Державне агентство з енергоефективності та енергозбереження України заявило, що фінансова допомога Європейського Союзу на реалізацію програм з енергозбереження в Україні ще не використовувалась, ці кошти перебувають на рахунках Державної казначейської служби, а мова йде про інформаційну провокацію.
Однак «Коммерсантъ» заявив, що оприлюднена ним інформація є правдивою, і що він готовий надати документальні докази правдивості інформації у статті. Пізніше «Коммерсантъ» повідомив, що Єврокомісія більше не вимагає від видання спростування статті та не має претензій до її змістовних положень.
Втім 13 лютого 2012 року голова представництва Євросоюзу в Києві Жозе Мануел Пінту Тейшейра заявив, що Євросоюз продовжує надавати допомогу, й уточнив, що припинено виконання лише деяких програм.
В березні 2013 року перевіркою Генеральної Прокуратури було підтверджено, що 30 млн євро, які надійшли від Європейської Комісії на підтримку виконання Енергетичної стратегії України в галузі енергоефективності та відновлювальних джерел енергії використані не були. Кошти знаходяться на рахунках Державної казначейської служби України.